# Syrmatia lamia
Syrmatia lamia is een vlindersoort uit de familie van de prachtvlinders (Riodinidae), onderfamilie Riodininae.
Syrmatia lamia werd in 1868 beschreven door H. Bates.